# Municipio de Wahoo
El municipio de Wahoo (en inglés: Wahoo Township) es un municipio ubicado en el condado de Saunders en el estado estadounidense de Nebraska. En el año 2010 tenía una población de 410 habitantes y una densidad poblacional de 5,08 personas por km².

## Geografía
El municipio de Wahoo se encuentra ubicado en las coordenadas 41°10′9″N 96°30′53″O / 41.16917, -96.51472. Según la Oficina del Censo de los Estados Unidos, el municipio tiene una superficie total de 80.77 km², de la cual 80,59 km² corresponden a tierra firme y (0,22 %) 0,18 km² es agua.

## Demografía
Según el censo de 2010, había 410 personas residiendo en el municipio de Wahoo. La densidad de población era de 5,08 hab./km². De los 410 habitantes, el municipio de Wahoo estaba compuesto por el 97,32 % blancos, el 0,24 % eran afroamericanos, el 1,46 % eran amerindios, el 0,73 % eran de otras razas y el 0,24 % eran de una mezcla de razas. Del total de la población el 2,93 % eran hispanos o latinos de cualquier raza.